# Berit Ås

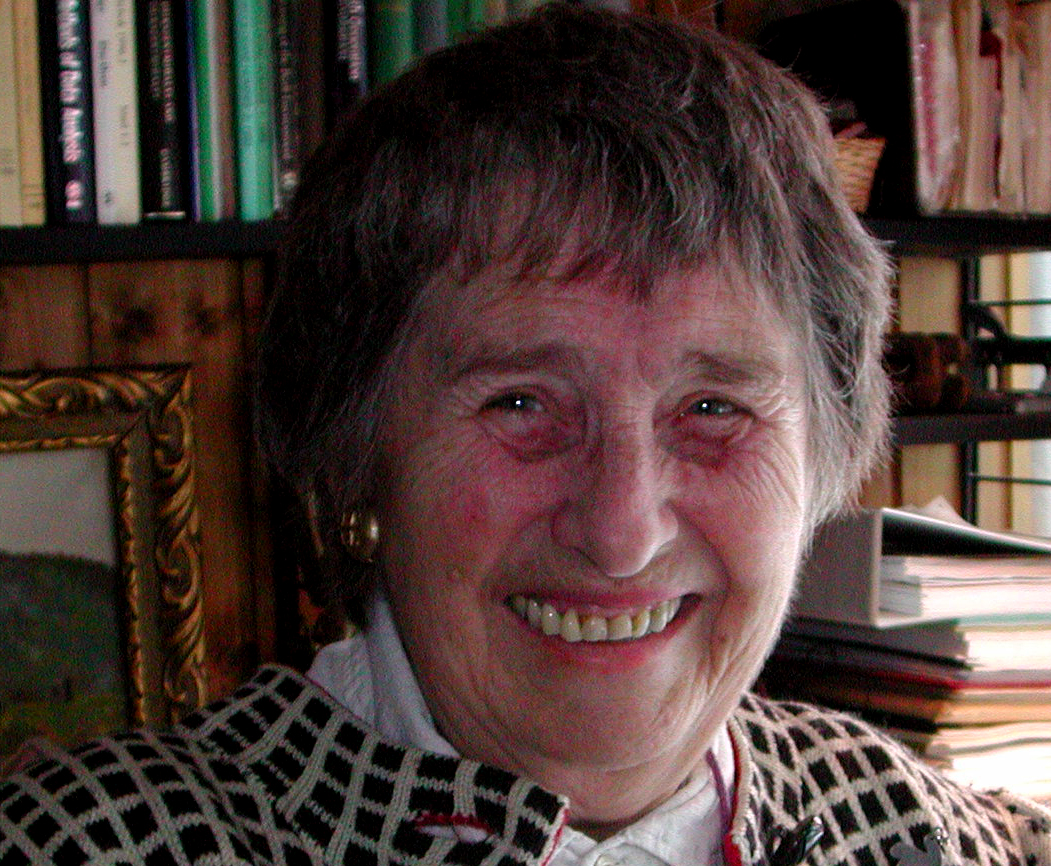
Berit Ås, 2004

Berit Ås (* 10. April 1928 in Fredrikstad; † 14. September 2024 in Asker) war eine norwegische Politikerin und Sozialpsychologin. Sie lehrte ab 1969 an der Universität Oslo, zuletzt von 1991 bis zu ihrer Emeritierung 1994 als Professorin. In den 1970er-Jahren war sie für eine Legislaturperiode Abgeordnete im Storting sowie Parteivorsitzende der beiden sozialistischen Parteien Demokratiske Sosialister und Sosialistisk Venstreparti (SV).

## Leben

### Herkunft und berufliche Laufbahn
Ås kam 1928 als Tochter eines Lehrerehepaars zur Welt und wuchs in Fredrikstad auf. Im Jahr 1953 schloss sie ihr Studium der Psychologie ab. Anschließend arbeitete sie ein Jahr lang als Lehrerin und danach bis 1957 als Arbeitspsychologin beim Osloer Arbeitsamt. Ab 1957 war sie als Forscherin in verschiedenen Positionen tätig, unter anderem von 1967 bis 1968 an der University of Missouri. Ab 1969 lehrte sie an der Universität Oslo.

### Politisches Engagement in der Arbeiderpartiet
Neben ihrer Tätigkeit an der Universität engagierte sich Ås als Mitglied der sozialdemokratischen Arbeiderpartiet lokalpolitisch. So gehörte sie von 1967 bis 1973 dem Kommunalparlament von Asker an. In der Zeit ab 1971 fungierte sie als stellvertretende Bürgermeisterin der Kommune. Zudem kandidierte sie bei der Parlamentswahl 1969 für einen Sitz im norwegischen Nationalparlament, dem Storting, ohne jedoch in das Parlament einzuziehen. Ås gehörte dem linken Flügel der Partei an und war zu dieser Zeit eine der prominentesten Gegnerinnen der Mitgliedschaft Norwegens in der Europäischen Gemeinschaft (EG). Vor der Volksabstimmung im Jahr 1972 war sie in der parteiübergreifenden Organisation Kvinner mot EF (deutsch Frauen gegen die EG) tätig.

### Parteivorsitzende und Stortingsabgeordnete
Nach der Volksabstimmung löste sich die EG-kritische Arbeitsgruppe Arbeiderbevegelsens informasjonskomité mot norsk medlemskap i EF (AIK) von der Arbeiderpartiet los. Mit den Demokratiske Sosialister entstand daraus eine eigenständige Partei, die mit anderen sozialistischen Parteien im Wählerverband Sosialistisk Valgforbund zusammenarbeitete. Ås wurde die Parteivorsitzende der Demokratiske Sosialister und dabei die erste Frau, die den Vorsitz einer norwegischen Partei übernahm.
Als Kandidatin des Sosialistisk Valgforbunds zog sie bei der Parlamentswahl 1973 für den Wahlkreis Oslo in das Storting ein. Als im Jahr 1975 aus dem Sosialistisk Valgforbund die Sosialistisk Venstreparti (SV) entstand, wurde Ås deren erste Vorsitzende. Sie blieb in dieser Position bis 1976 und wurde anschließend zur stellvertretenden Parteivorsitzenden gewählt. Ås schied 1977 aus dem Storting aus, nachdem ihr bei der Stortingswahl 1977 der Wiedereinzug nicht gelungen war.

### Hochschullehrerin und Forscherin
Ås gehörte zu den Mitinitiatoren der 1983 gegründeten Stiftung Frauenuniversität (Stiftelsen Kvinneuniversitetet). Von 1991 bis 1994 wirkte sie als Professorin an der Universität Oslo. Zwischen 1991 und 1995 gehörte sie zudem erneut dem Kommunalparlament von Asker an.

### Tod
Im September 2024 starb sie im Alter von 96 Jahren.

## Forschung
Berit Ås legte ihren Forschungsschwerpunkt vor allem auf Frauenkultur, Friedensforschung, Wirtschaft und die Entwicklung von Herrschaftstechniken, worüber sie 1979 auch das Buch Die fünf Herrschaftstechniken verfasste. Sie war Ehrendoktor der Universitäten Kopenhagen, Halifax und Uppsala.

## Auszeichnungen
- 1997: Rachel-Carson-Preis[5]
- 1997: Sankt-Olav-Orden, Ritter 1. Klasse[6]
- 2002: Folkets fredspris